# Активна матриця
Активна матриця — один з варіантів  схеми керування дисплея, який відрізняється тим, що кожна точка зображення керується своїм власним транзистором (або діодом), або навіть трійкою транзисторів (або діодів), якщо дисплей кольоровий.
Для роботи чорно-білого дисплея, що має M стовпців і N рядків, потрібно у випадку активної матриці MxN транзисторів, у той час як у випадку, наприклад, пасивної матриці досить M + N транзисторів.
Активна матриця, як правило, забезпечує більшу швидкодію і кращу якість зображення в порівнянні з пасивною.
На практиці вдалося отримати дисплеї з активною матрицею і прийнятними ціновими та технологічними характеристиками за допомогою тонкоплівкових транзисторів (TFT). Раніше досить широко застосовувалися активні матриці на тонкоплівкових діодах (TFD), але останнім часом їх частка сильно зменшилася.